# Essises
Essises – miejscowość i gmina we Francji, w regionie Hauts-de-France, w departamencie Aisne.
Według danych na styczeń 2014 roku gminę zamieszkiwało 441 osób, a gęstość zaludnienia wynosiła 59,7 osób/km².